# شهرستان شریدن (داکوتای شمالی)
شهرستان شریدن، داکوتای شمالی (به انگلیسی: Sheridan County, North Dakota) یک سکونتگاه مسکونی در ایالات متحده آمریکا است که در داکوتای شمالی واقع شده‌است.

## خصوصیات
شهرستان شریدن ۲٬۶۰۵٫۵۴ کیلومترمربع مساحت دارد.